# ميكا تاناكا
ميكا تاناكا (田中メカ Tanaka Meca) (ولد في 23 ديسمبر في محافظة آيتشي) هو مانغاكا شوجو ياباني. من أهم أعماله أوموكاي ديسو وأسرع من قبلة.